# Medalla interaliada 1914-1918
La Medalla Inter-Aliada (o Medalla de la Victòria ) (en francès: Médaille Interalliée de la Victoire 1914-1918) va ser una medalla commemorativa francesa establerta el 20 de juliol de 1922.
Era la versió francesa d'una medalla comuna de campanya aliada on cada nació aliada va emetre una medalla de la victòria als seus propis nacionals, totes les emissions amb certes característiques comunes, incloent la mateixa cinta, una figura alada de la victòria a l'anvers i una inscripció semblant al revers, la versió francesa diu "LA GRANDE GVERRE POUR LA CIVILIZATION 1914-1918". ".

## Criteris de concessió
Es va concedir a tots els soldats que van servir tres mesos, consecutius o no, entre el 2 d'agost de 1914 i l'11 de novembre de 1918 a la zona de guerra.
També s'atorgava a infermeres civils, estrangers (civils o militars) que servien directament sota el comandament francès, mariscals i generals que tenien el comandament durant almenys tres mesos, presoners de guerra d'Alsàcia i Lorena que després servien a les forces franceses. L'article 10 de la Llei constitutiva diu: "El dret a la medalla també es concedeix als soldats morts per l'enemic o morts per ferides de guerra i als (...) que van morir per malaltia o ferides en el servei". Els familiars més propers dels morts estaven obligats a adquirir la medalla a les seves pròpies despeses.

## Història
La idea de la medalla interaliada va sorgir d'un comitè britànic que el 1916 havia estat encarregat d'examinar la qüestió global de les medalles de guerra; el gener de 1917 Gran Bretanya va proposar a Bèlgica i França la creació, després de la guerra, d'una medalla comuna.
El 5 de març de 1918 , durant les hostilitats, el diputat francès Bouilloux-LaFont presenta un projecte de llei a la Cambra dels Diputats per crear una "Medalla commemorativa de la Guerra Internacional". Després de l'armistici, el 17 de desembre de 1918, el diputat A. Lebey va presentar un altre projecte de llei per a la creació d'una medalla commemorativa de la victòria dels aliats.
El mariscal Foch, comandant suprem de les Forces Aliades durant la Primera Guerra Mundial, va proposar a la Conferència de Pau inaugurada a París el 1919 l'establiment d'una única medalla commemorativa, que s'atorgaria a tots els combatents aliats. Per tant, el Consell Suprem dels Aliats va recomanar la creació d'una medalla idèntica per a tots els combatents de les Nacions Aliades i Associades.
L'any 1919 la Comissió Especial, nomenada per l'Assemblea per la Pau, va decidir encunyar una medalla per a la Gran Guerra, que va anomenar "Medalla de la Victòria", que es repartiria segons les decisions de cada govern.
En lloc d'una medalla idèntica per a tothom, cada país hauria seleccionat un artista per crear la seva pròpia versió. Per tal que les medalles fossin tan semblants com fos possible, les medalles havien de respectar una sèrie d'especificacions:
- havien de ser de bronze, de 36 mil·límetres de diàmetre i de vora llisa;
- la cinta, idèntica per a totes les nacions, havia de presentar els colors d'un doble arc de Sant Martí, que significava l'inici d'una nova era de pau després de la tempesta de guerra, amb vermell al mig i ribet blanc a les vores exteriors[5]
- l'anvers havia de mostrar la imatge d'una "Victòria alada" dempeus , sobre un fons llis, sense inscripcions ni dates; Japó i Siam, on la figura de la victòria alada no té importància cultural, van adoptar altres temes.[6]
- el revers havia de portar la inscripció "La Gran Guerra per la Civilització" en la llengua de cada país amb el nom o emblema de les nacions aliades i associades; aquesta darrera indicació va ser seguida per uns quants països.

Conjuntament a la medalla es concedia a cada receptor un certificat confirmant la concessió i el dret a lluir la medalla.

### Versions
| País           | Dissenyador                           | Productor                                                                    | Exemplars enconyats | Anvers | Revers | Institució                                                            |
| Bèlgica        | Paul DuBois                           |                                                                              | 300.000 – 350.000   |        |        | Decret Real del 15 de juliol de 1919                                  |
| Brasil         | Jorge Soubre                          | - Casa da Moeda, Rio                                                         | vers 2.500          |        |        | Decret n° 16.074 del 22 de juny de 1923                               |
| Cuba           | Charles Charles                       | - Etablissements Chobillon                                                   | 6 000 - 7 000       |        |        | Decret n° 905 del 10 de juny de 1922                                  |
| Estats Units   | James Earle Fraser                    | - Arts Metal Works Inc. - S.G.Adams Stamp & Stationary Co. - Jos. Mayer Inc. | vers 2 500 000      |        |        | Orde General del Departament de la Guerra n° 48 del 9 d'abril de 1919 |
| França         | Pierre Alexandre Morlon (1878 - 1951) | - Monnaie de Paris                                                           | vers 2.000.000      |        |        | Llei del 20 de juliol de 1922                                         |
| França         | Charles Charles                       | - Etablissements Chobillon                                                   |                     |        |        |                                                                       |
| França         | - M. Pautot - Louis Octave Mattei     |                                                                              |                     |        |        |                                                                       |
| Gran Bretanya  | William McMillan                      | - Woolwich Arsenal - Wright & Son                                            | mes de 6.334.522    |        |        | Decret de l'1 de setembre de 1919                                     |
| Grècia         | Henry-Eugène Nocq (1868-1944)         | - V. Canale                                                                  | vers 200.000        |        |        | Llei del 22 de setembre de 1920                                       |
| Japó           | Masakichi Hata (1882 - 1966)          | - Zecca d'Osaka                                                              | vers 400.000        |        |        | Edicte imperial n° 406 del 17 de setembre de 1920                     |
| Itàlia         | Gaetano Orsolini                      | - Sacchini-Milano - S.Johnson-Milano - F.M.Lorioli & Castelli-Milano         | vers 2.000.000      |        |        | Reial Decret n° 1918 del 16 de desembre de 1920                       |
| Polònia        | Vlaitov                               | - Zecca di Kremnica                                                          |                     |        |        | Encunyament no oficial                                                |
| Portugal       | João da Silva                         | - Da Costa                                                                   | vers 100.000        |        |        | Decret del 15 de juliol de 1919                                       |
| Siam           | Itthithepsan Kritakara (1890-1935)    |                                                                              | vers 1.500          |        |        |                                                                       |
| Sud-àfrica     | William McMillan                      | - Woolwich Arsenal                                                           | vers 75.000         |        |        | Decret del 1º de setembre de 1919                                     |
| Txecoslovàquia | Otakar Španiel                        | - Zecca di Kremnica                                                          | vers 89.500         |        |        | Decret del 27 de juliol de 1920                                       |

## Disseny
Un disc de bronze de 36mm d'amplada.
A l'anvers, apareix una Victòria alada dempeus, de front, amb els braços alçats, amb una branca d'olivera a la mà dreta i una corona de llorer a l'esquerra. A la part inferior, al costat dels peus de la figura, hi ha el nom de l'escultor, "A. Morlon".
Al revers, les inicials "R F" al costat d'un barret frigi. A sota hi ha la inscripció "LA GRANDE GUERRE POUR LA CIVILISATION 1914-1918"
La cinta
Una cinta de 37mm d'ample, presenta els colors d'un doble arc de Sant Martí, que significava l'inici d'una nova era de pau després de la tempesta de guerra, amb vermell al mig i ribet blanc a les vores exteriors